# Ted DiBiase, Jr.
Theodore Marvin «Ted» DiBiase, Jr. (nacido el 8 de noviembre de 1982) es un luchador profesional retirado, actor y empresario estadounidense conocido por su trabajo desde 2008 hasta 2013 en empresa WWE. Entre sus logros se destacan dos reinados como Campeón Mundial en Parejas (junto a Cody Rhodes), un reinado como Campeón Sureño de Peso Pesado de la FCW y uno como Campeón del Millón de Dólares.
Además, es luchador de tercera generación de su familia. Su abuelo, Mike DiBiase y su padre, Ted DiBiase fueron también luchadores retirados. De sus dos hermanos, Mike es también luchador profesional, mientras que Brett empezó una carrera, pero tuvo que retirarse al poco tiempo por lesiones.

## Carrera

### Inicios
Ted DiBiase y su hermano mayor Mike DiBiase fueron entrenados por Chris Youngblood, antes de entrenar para la Harley Race's Wrestling Academy. Los hermanos hicieron su debut el 8 de julio de 2006 en la World League Wrestling (WLW), una promoción dirigida por Harley Race. El 17 de febrero de 2007, Ted y su hermano ganaron el Campeonato en Parejas de Fusión Pro tras derrotar a Raheem Rashaad y Juntsi. A principios de 2007, DiBiase compitió para Pro Wrestling Noah, donde se enfrentó a numerosos luchadores, incluyendo al Campeón Junior de Peso Pesado de la GHC, KENTA.

### World Wrestling Entertainment / WWE (2007–2013)

#### Florida Championship Wrestling (2007–2008)

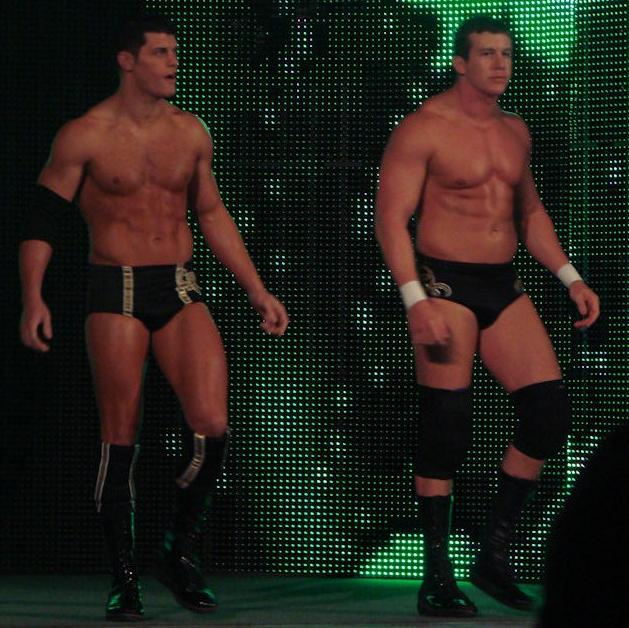
A debutar en RAW, DiBiase se unió al también hijo de leyenda Cody Rhodes.

El 24 de julio de 2007, el miembro del Salón de la Fama de la WWE Harley Race anunció que DiBiase había firmado un contrato con la World Wrestling Entertainment, y que debería ir a entrenarse a la Florida Championship Wrestling. El 18 de diciembre de 2007, DiBiase derrotó a TJ Wilson ganando el Campeonato Sureño Peso Pesado de la FCW en New Port Richey, Florida. Luego, el 19 de enero sufrió una lesión que lo despojó del campeonato. Además el 15 de febrero de 2008, Dibiase desperdició la oportunidad de coronarse como el primer Campeón Peso Pesado de Florida, al ser derrotado por Jake Hager.

#### 2008-2009
Ted DiBiase debutó en la WWE el 26 de mayo de 2008, donde lo entrevistaron y declaró sus intenciones de coronarse campeón, al igual que su padre Ted DiBiase. Además, se estableció como heel y retó a una lucha a Cody Rhodes y Hardcore Holly. En Night of Champions, DiBiase y Cody Rhodes derrotaron a Hardcore Holly, ganando el Campeonato Mundial en Parejas. De esta manera Rhodes se volvió heel traicionando a Holly, estableciéndose un equipo con Ted. En la edición de RAW del 29 de julio, Ted DiBiase y Rhodes retuvieron los Campeonatos en Parejas frente a Jerry Lawler y Michael Cole, pero el 4 de agosto perdieron el Campeonato Mundial en Parejas ante John Cena y Batista. Sin embargo, lograron recuperar los campeonatos sólo una semana después el 11 de agosto en RAW, debido a la rivalidad y poco entendimiento entre Batista y John Cena. En Unforgiven derrotó junto con Rhodes a Cryme Tyme, reteniendo el Campeonato Mundial en Parejas. En ese mismo PPV debutó Manu y se unió al equipo conformado por Rhodes, DiBiase y, solo por esa noche, Randy Orton, quienes atacaron a CM Punk esa noche.
En la edición de RAW del 27 de octubre, DiBiase y Rhodes perdieron el Campeonato Mundial en Parejas frente a CM Punk y Kofi Kingston. Más tarde, en la siguiente edición de RAW, interfirió en el combate de Randy Orton contra CM Punk atacando a este último, lo cual hizo enfurecer a Orton y este le pateó la cabeza, causándole una contusión.

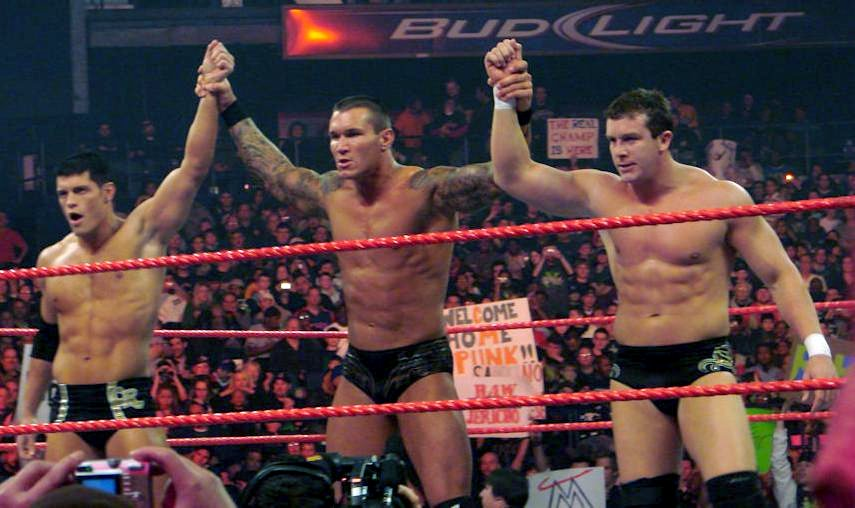
The Legacy, el stable formado por Cody Rhodes, Randy Orton y Ted DiBiase, explotaron la temática de ser hijos de leyendas.

Hizo regreso el 12 de enero protegiendo a Orton del ataque de Manu y Sim Snuka.  Participó en la Royal Rumble, donde ayudó a ganar a Randy orton. Más adelante, entró en el feudo de Orton contra Los McMahon, ayudando a atacar a los miembros de la familia. En Backlash luchó junto a Rhodes y Orton contra Batista, Triple H y Shane McMahon, ayudando a ganar a Randy Orton el Campeonato de la WWE. Luego ayudó a Orton a retener el título de la WWE en The Bash contra Triple H. En dicho evento participó junto a Rhodes en una pelea por el Campeonato Unificado en Parejas (Mundial y en Parejas) frente a los campeones The Colóns (Carlito y Primo) y Edge y Chris Jericho, ganando la lucha Edge y Jericho.
Luego tuvieron su revancha en Night of Champions, pero perdieron frente a Big Show y Chris Jericho. Luego tuvieron un feudo con D-Generation X (Triple H & Shawn Michaels), perdiendo ante ellos en SummerSlam, ganando en Breaking Point y perdiendo en Hell in a Cell en un Hell in a Cell match. En Survivor Series el Team Kingston(Kofi Kingston, MVP, Mark Henry, R-Truth & Christian) derrotó al Team Orton (Randy Orton, Ted DiBiase, Cody Rhodes, CM Punk & William Regal).

#### 2010

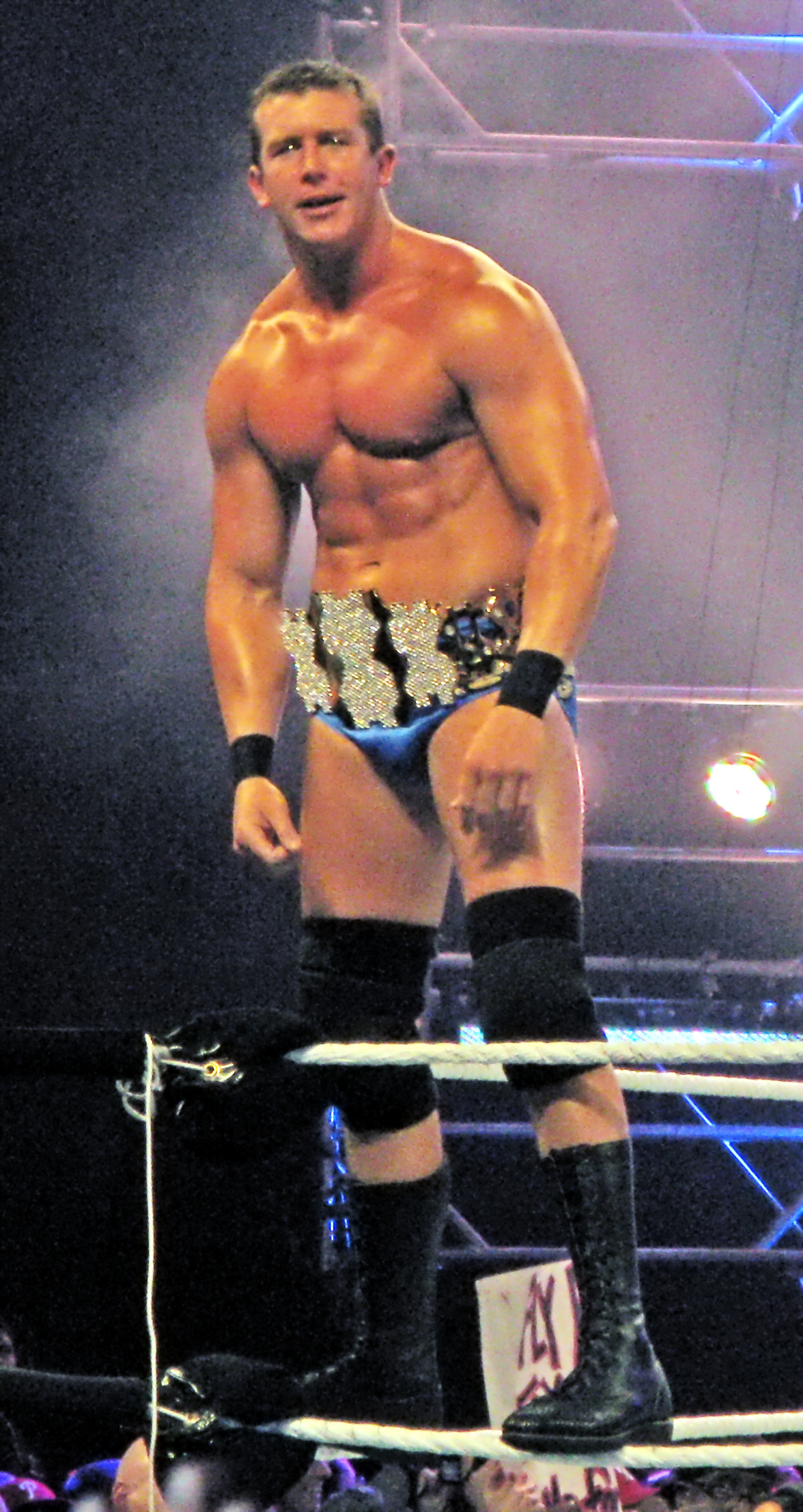
Al empezar una carrera en solitario, Dibiase recibió un gran push reactivando el Campeonato del Millón de Dólares de su padre.

En Royal Rumble cuando Randy Orton perdió frente a Sheamus por descalificación por la interferencia de Cody Rhodes, Orton atacó a ambos. Luego participó en la Royal Rumble, pero fue eliminado por Shawn Michaels. Participó en Elimination Chamber en la Elimination Chamber por el Campeonato de la WWE, eliminó a Randy Orton pero no logró la victoria siendo John Cena el ganador. El 22 de febrero en RAW, Orton atacó a Rhodes y DiBiase, por lo que la siguiente semana ambos atacaron a Orton, comenzando un feudo. En Wrestlemania XXVI, DiBiase fue derrotado por Orton en un combate donde también participó Cody Rhodes. Dos semanas después, en RAW se coronó como Campeón del Millón de Dólares derrotando a Christian, reintroduciendo el campeonato y empezando a ser acompañado por Virgil. Tras esto, inició un feudo con R-Truth, al cual se enfrentó en Over the Limit, perdiendo DiBiase. Después, el 21 de junio en RAW, despidió a Virgil, cambiándolo por Maryse, comenzando con esta una nueva relación.
Participó en el RAW Money in the Bank en Money in the Bank, pero no logró ganar, siendo The Miz el ganador. Durante este periodo, comenzó un feudo con John Morrison luego que este insultara a su acompañante Maryse. DiBiase enfrentó a Morrison en el Dark Match de Night of Champions siendo derrotado. Durante ese tiempo también mantuvo un feudo con R-Truth, siendo derrotado por él y Eve Torres en algunas ocasiones junto a Maryse. Después comenzó un feudo con Goldust alrededor del Campeonato del Millón de Dólares, quien se lo robó después de atacarle. Sin embargo, en Bragging Rights derrotó a Goldust, recuperando el cinturón. Sin embargo, después del combate, fue atacado por Goldust, robándole el título de nuevo. El 15 de noviembre, Goldust, al recapacitar, decidió devolverle el título a su legítimo dueño, Ted DiBiase, Sr., quien se lo entregó a su hijo, pero él lo rechazó. Ese mismo día, atacó al Campeón de los Estados Unidos Daniel Bryan, pactándose una lucha por el título en Survivor Series, la cual ganó Bryan. En WWE TLC él y su mánager de la lucha (Maryse) se enfrentaron a Daniel Bryan con sus mánagers de la lucha The Bella Twins en un Dark Match, la cual volvió a ganar Bryan.

#### 2011

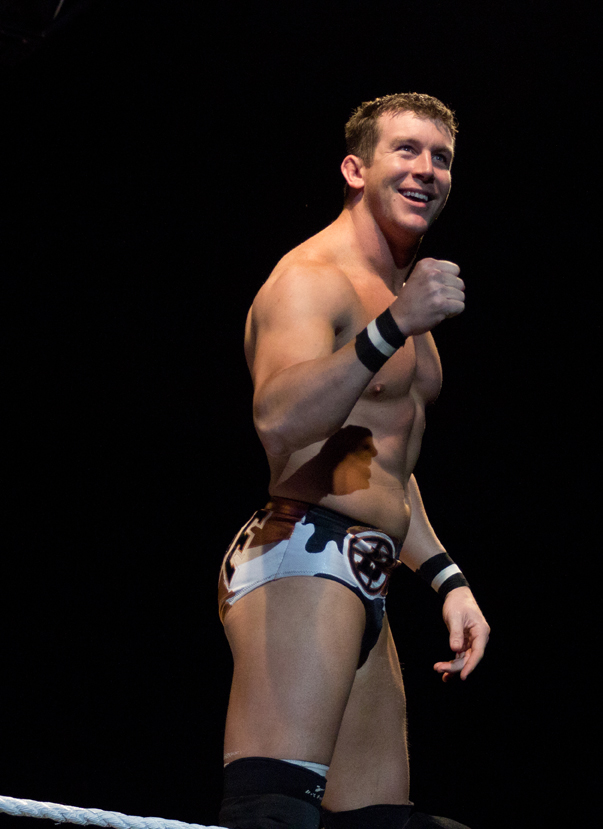
DiBiase en un evento de 2012.

Participó en el Royal Rumble entrando como número 6 eliminando a William Regal, pero siendo eliminado por Husky Harris y Michael McGillicutty. Luego fue derrotado en una lucha por el Campeonato de los Estados Unidos de la WWE en el evento Elimination Chamber por Daniel Bryan. También tuvo un feudo con Yoshi Tatsu el cual estaba enamorado de Maryse hasta que Maryse decidió terminar su relación con DiBiase. Debido al Draft Suplementario, fue traspasado el 26 de abril a SmackDown. Luchó contra su excompañero Cody Rhodes, siendo derrotado y volviéndose face. Hizo otra aparición en SmackDown! donde dijo que se había aliado con Cody Rhodes donde pasó a ser heel y luchando contra Trent Barreta en la que obtuvo la victoria. Luego junto a Rhodes empezaron un feudo con Daniel Bryan el cual venció a DiBiase en 5 ocasiones pero se unió a Tyson Kidd para derrotar a Mark Henry y a Daniel Bryany después al atacarle semana por semana pero siendo este salvado por Sin Cara enfrentándose en varios enfrentamientos individuales. Luego en el RAW WWE All Stars lucho junto a Rhodes y Wade Barrett contra Sin Cara, Daniel Bryan y Ezekiel Jackson perdiendo. Luego en la revancha en Smackdown! también fueron derrotados. Más tarde junto a Rhodes entraron en feudo con el mismo Ezekiel Jackson derrotándole en varias ocasiones donde Jackson hizo equipo con Daniel Bryan. Luego tubo varias derrotas contra Ezekiel Jackson, en Backstage Rhodes le da una bolsa de papel a DiBiase y le dice que le dará una oportunidad más, pero si vuelve a perder, personalmente saldrá al ring y le pondrá una bolsa de papel en la cabeza. La siguiente semana fue atacado por Ezekiel Jackson quien perdió el Campeonato Intercontinenal) ante Cody Rhodes. El 23 de agosto (transmitido el 26 de agosto) en SmackDown acompañado de Cody Rhodes fue derrotado ante Randy Orton con un "RKO". Después del combate, Rhodes ayuda a DiBiase a levantarse, solo para que le aplicara un "Cross Rhodes" y le pusiera una bolsa en la cabeza. Semanas después hizo su regreso atacando a Rhodes, cambiando a face y empezando un feudo. En Night of Champions se enfrentó a Cody Rhodes por el Campeonato Intercontinental, siendo derrotado a pesar de haber dado una de las mejores peleas de sí mismo.Tras esto empezó un feudo con Jinder Mahal. En un vídeo de YouTube publicó el 22 de septiembre, DiBiase presentó su nuevo artilugio para celebrar fiestas con ruedas de prensa, con los fanes justo antes de los eventos de la WWE, calificando a los que muy de cerca con él cómo las "DiBiase Posses". Ted DiBiase obtuvo una serie de victorias frente a Tyson Kidd, después derrotó a Heath Slater y comenzó un feudo con Jinder Mahal al cual derrotó en Smackdown el 23 de diciembre pero fue derrotado el 30 de diciembre.

#### 2012-2013
A principios de 2012, tuvo un pequeño feudo con Hunico, pero se suspendió cuando Ted DiBiase sufrió una lesión en la muñeca, dejándolo fuera del Royal Rumble. Regresó a las pocas semanas, enfrentándose el 17 de febrero en una Battle Royal para designar quien reemplazaría a Randy Orton en la Elimination Chamber por el Campeonato Mundial Peso Pesado de la WWE, eliminándose el uno al otro. El 6 de marzo, sufrió otra lesión, rompiéndose el tobillo durante una grabación de SmackDown. Ese mismo mes, anunció que se sometería a una operación para mejorar su hombro. Hizo su regreso en los eventos en vivo de julio enfrentándose a Jinder Mahal. En Night of Champions participó en un battle royal por ser el retador #1 al Campeonato de los Estados Unidos, pero fue eliminado por Tensai. Hizo su reaparición en televisión el 19 de octubre en SmackDown, enfrentando a Antonio Cesaro, pero no logró ganar la lucha. 
Tras estar meses trabajando en la empresa, el 25 de agosto de 2013 anunció mediante un vídeo en YouTube que dejaría la empresa al finalizar su contrato, haciéndose oficial su salida el 4 de septiembre. Su última lucha fue contra Curtis Axel el 6 de mayo en Superstars, saliendo victorioso con su característico remate Dream Street.

### Circuito Independiente y Retiro (2013)
A su salida de la WWE, su primera aparición en el circuito independiente fue el 12 de octubre en el evento de la Family Wrestling Entertainment Grand Prix, en Brooklyn. En el evento, logró derrotar a Colt Cabana, siendo su último combate en la lucha libre profesional.

## Otros Medios

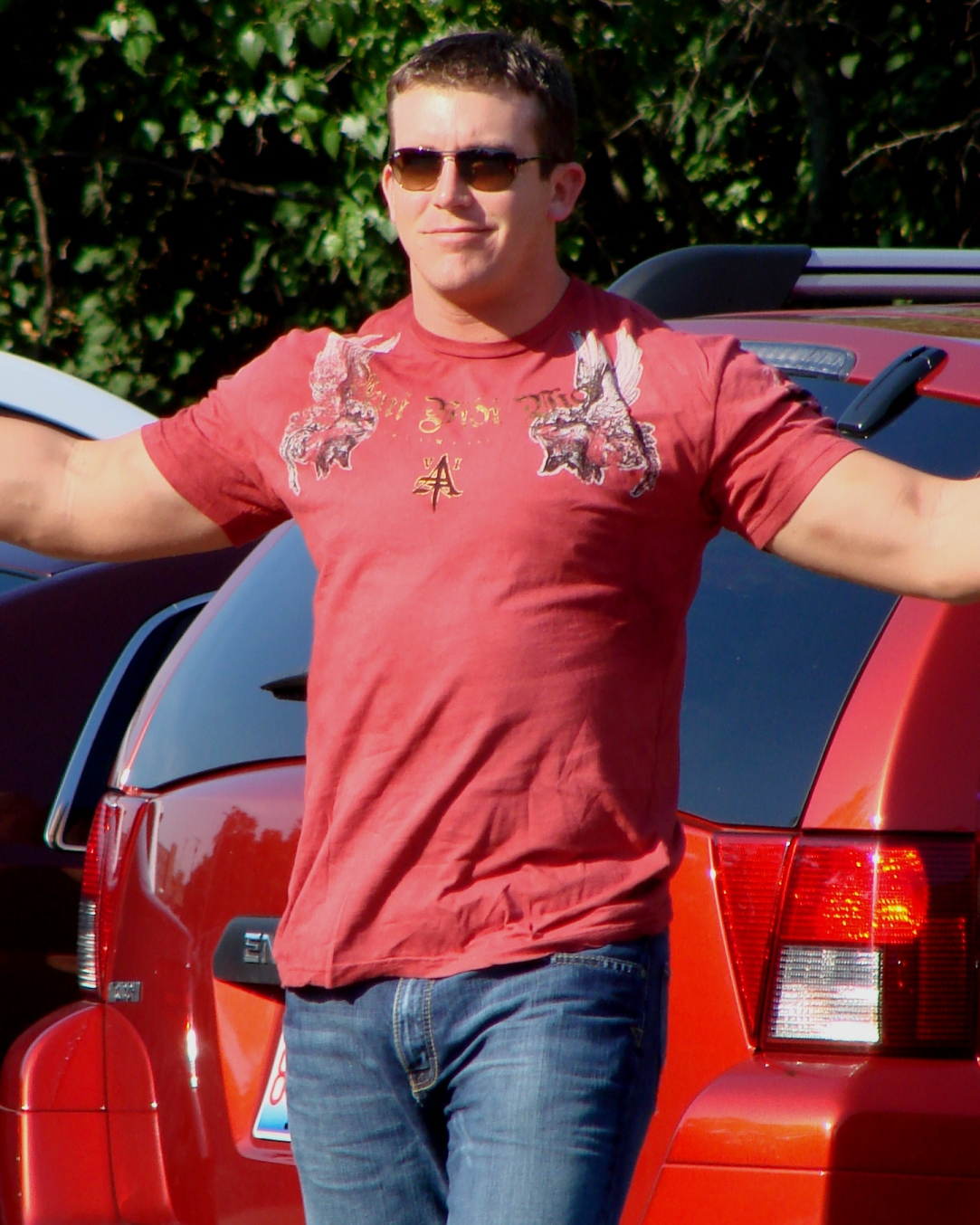
DiBiase en la Universidad de Valparaíso. Valparaíso, Indiana.

A finales de 2008, DiBiase se comenzó a filmar la película The Marine 2, en la que interpreta al personaje principal, Joe Linwood.The Marine 2 es proyecto directo-a-DVD y Blu-ray, y fue lanzado el 29 de diciembre de 2009. La película fue la primera experiencia en la actuación de DiBiase, y pasó seis semanas en Tailandia para filmar. Para la película, DiBiase tuvo que realizar todas sus escenas de riesgo, lo que dio lugar a que separa el cartílago entre dos de sus costillas durante una escena de lucha. El 26 de agosto de 2009, DiBiase apareció en el programa de entrevistas nocturno The Tonight Show con Conan O'Brien, junto con Cody Rhodes, The Great Khali y The Big Show. DiBiase tiene su propio show de YouTube llamado The Posse DiBiase que se centra en su vida fuera del ring.

### Filmografía
| Año  | Título       | Papel       |
| 2009 | The Marine 2 | Joe Linwood |

## Vida personal
Ted DiBiase es un luchador profesional de tercera generación. Su abuelo "Iron" Mike DiBiase, su abuela Helen Hild y su padre "The Million Dollar Man" Ted DiBiase son luchadores profesionales. Su medio hermano Mike y su hermano menor Brett también son luchadores profesionales. El 27 de marzo de 2010, Ted DiBiase y su hermano Brett indujeron a su padre en el Salón de la fama de la WWE. Ted DiBiase se casó con su novia de secundaria Kristen Tynes, una enfermera, el 30 de octubre de 2008. 
El 25 de diciembre de 2011, DiBiase anunció que él y Kristen estaban esperando su primer hijo. DiBiase es un fan del equipo de fútbol Inglés Liverpool FC. El 15 de mayo de 2012 nace su hijo Tate McKinley DiBiase con 6.9 libras.
Actualmente está alejado de la lucha libre siendo un hombre de negocios trabajando en la famosa empresa One Lífe.

## Controversias

### Escándalo de los fondos de asistencia social de Mississippi
En mayo de 2022, el Departamento de Servicios Humanos de Mississippi demandó a DiBiase, su padre y su hermano, el mariscal de campo retirado de la NFL Brett Favre, y varios otros para recuperar más de 20 millones de dólares en dinero despilfarrado del programa de lucha contra la pobreza de Asistencia Temporal para Familias Necesitadas. También se descubrió que jugó un papel importante al beneficiarse de los compromisos de hablar que ayudaron a la controversia, con sus empresas Priceless Ventures LLC y Familiae Orientem recibiendo más de 3 millones de dólares de grupos sin fines de lucro entre 2017 y 2019.
El 20 de abril de 2023, el Departamento de Justicia de los Estados Unidos emitió una declaración relacionada con el escándalo que acusa a DiBiase de un cargo de conspiración para cometer fraude electrónico y cometer robo en relación con programas que reciben fondos federales, seis cargos de fraude electrónico, dos cargos de robo relacionados con programas que reciben fondos federales y cuatro cargos de lavado de dinero. En caso de declararse culpable, enfrentaría una pena máxima de cinco años de prisión por el cargo de conspiración, una pena máxima de 20 años de prisión por cada cargo de fraude electrónico y una pena máxima de 10 años de prisión por cada cargo de robo relacionado con programas que reciben información federal. fondos y por cada cargo de lavado de dinero.

## En lucha

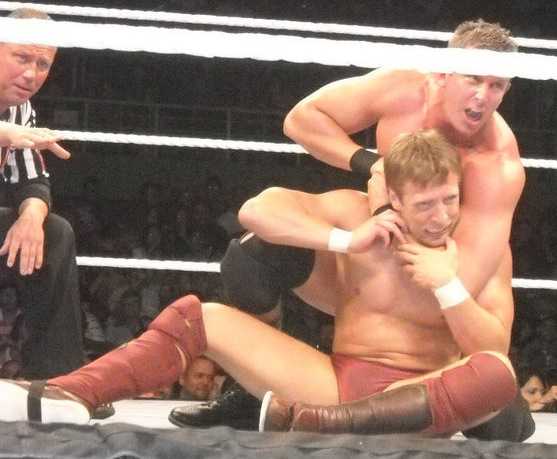
DiBiase aplicándole un chinlock a Daniel Bryan.

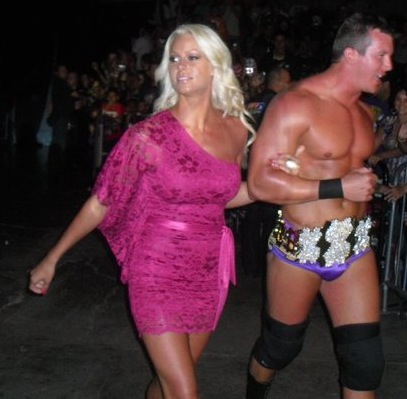
DiBiase como Campeón del Millón de Dólares junto a Maryse.

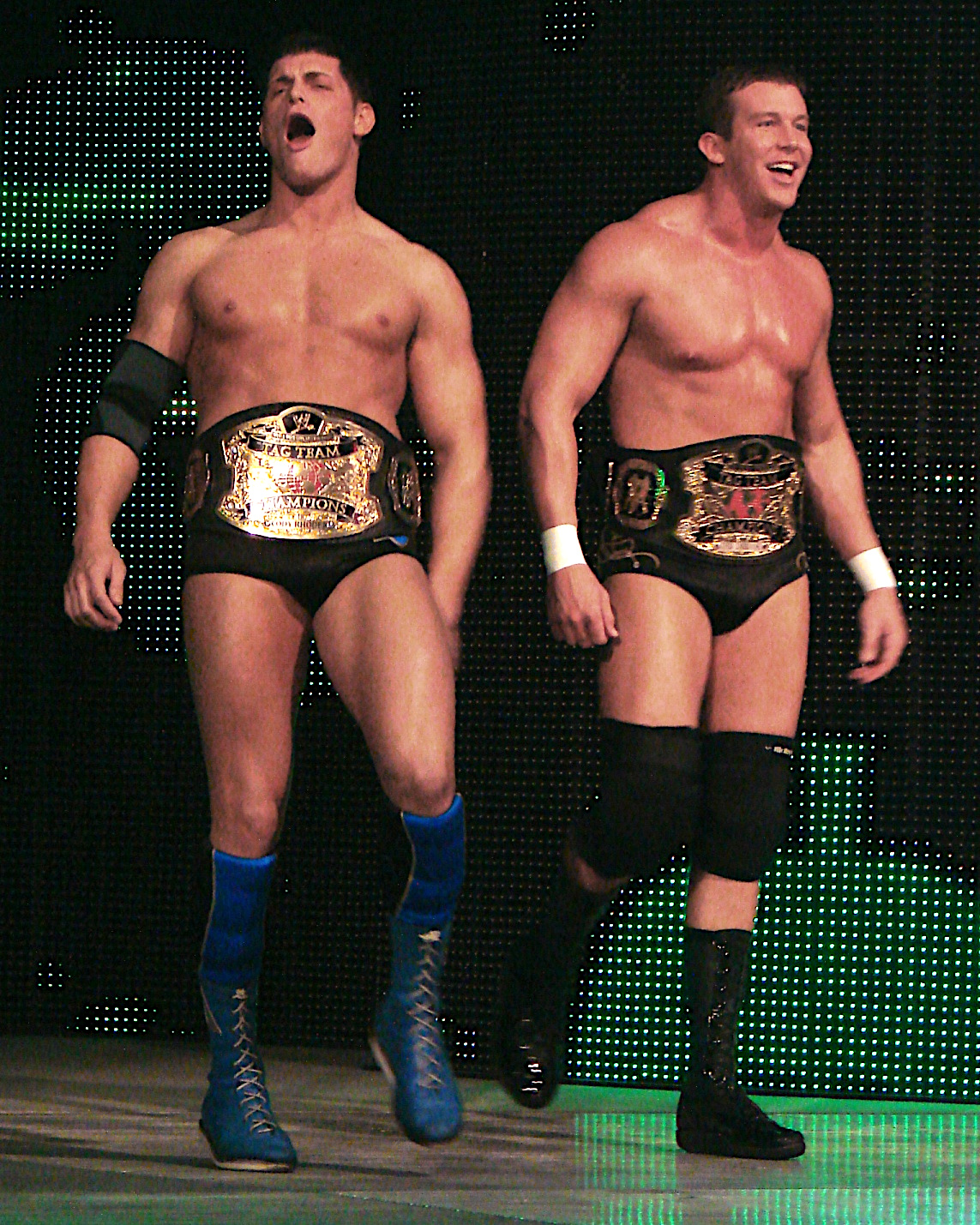
DiBiase como Campeón Mundial por Parejas junto a Cody Rhodes.

- Movimientos finales
  - Dream Street[4][14] (Cobra clutch slam) – 2009-2013
  - Dream Crusher[4] (Cobra clutch legsweep)[15] - 2008
  - Million Dollar Dream[4][16] (Cobra clutch) – 2006-2013; Adoptado de su padre

- Movimientos de firma
  - Falling fist drop[17] - Adoptado de su padre
  - Diving double foot stomp[18]
  - Spinning spinebuster
  - Priceless clothesline (Irish whip running rebound clothesline)
  - Dropkick
  - Belly to belly suplex
  - Inverted atomic drop 2011-2013
  - Scoop slam[19]
  - Suicide dive[20]

- Managers
  - Virgil
  - Maryse

- Apodos 
  - "The Fortunate Son"
  - "The Million Dollar Son"

## Campeonatos y logros
- Florida Championship Wrestling
  - FCW Southern Heavyweight Championship (1 vez)

- Fusion Pro Wrestling
  - Fusion Pro Tag Team Championship (1 vez) - con Mike DiBiase II

- WWE
  - World Tag Team Championship (2 veces) - con Cody Rhodes
  - Million Dollar Championship (1 vez)

- Pro Wrestling Illustrated
  - Situado en el N°470 en los PWI 500 del 2007
  - Situado en el N°187 en los PWI 500 del 2008[21]
  - Situado en el Nº44 en los PWI 500 del 2009
  - Situado en el Nº34 en los PWI 500 de 2010[22]
  - Situado en el Nº68 en los PWI 500 de 2011[23]